# 河村健一郎
河村 健一郎（かわむら けんいちろう、1948年2月26日 - ）は、山口県柳井市出身の元プロ野球選手（捕手、内野手）・コーチ、解説者・評論家。

## 経歴

### プロ入りまで
桜ケ丘高校では、3年次の1964年に秋季中国大会準々決勝に進むが、広島商に敗れ甲子園には届かなかった。
高校卒業後は1965年に芝浦工業大学へ進学し、道原裕幸は高校・大学の2年後輩となる。東都大学リーグでは3年次の1968年、左腕エース池田善吾とバッテリーを組んで秋季リーグに優勝。リーグ通算45試合出場、124打数32安打、打率.258、0本塁打、11打点。大学同期に豊田憲司、片岡新之介（中退）がいる。
大学卒業後は1969年に日本石油へ入社し、1970年の都市対抗では奥江英幸らとバッテリーを組み準々決勝に進むが、三菱重工神戸に敗退。1971年の都市対抗でも準々決勝に進むが丸善石油に敗れた。同年の社会人ベストナインに選ばれる。

### 現役時代
1971年にドラフト外で阪急ブレーブスへ入団。正捕手は中沢伸二が不動であったため、主に控え捕手や代打として出場。しかし打撃には定評があり、指名打者、一塁手としても起用される。1976年には43試合に先発マスクを被り、オールスターゲームに出場。1980年には指名打者として76試合に先発出場、規定打席には届かなかったが打率.260、12本塁打の好成績を記録した。1982年引退。

### 引退後
引退後は阪急→オリックスで二軍バッテリーコーチ（1983年 - 1988年）・二軍打撃コーチ（1989年, 1992年 - 1994年）・一軍打撃コーチ（1990年, 2004年）・一軍バッテリーコーチ（1991年）、巨人で二軍打撃コーチ（1995年）→二軍ヘッド兼打撃コーチ（1996年）→一軍打撃コーチ（1997年）、中日二軍打撃コーチ（2003年）、阪神二軍打撃コーチ（2013年）を務めた。
コーチ時代は「短所を直すより長所」を基本理念、河村本人は「僕は長所を伸ばすという考え方なんです。今でこそ褒めて伸ばす指導が主流となってきましたが昔は矯正してきました。打てるところを少しずつ広げていこうとい発想なんです。そうしていけば短所は減っていきます。」と述べている。選手寮に泊まり込んで夜まで指導する熱血ぶりであった。
阪急二軍バッテリーコーチ時代は藤田浩雅を育て、星野伸之に「もっと高めを使え」とアドバイス。それまでは球の遅さから「低め、低め」と言われていた星野は、高めも使っていいんだと心に余裕ができ、高めを磨いてカーブの曲げるポイントを覚えたことで、星野のスローカーブは左右に関係なくほとんどの打者に通用するようになった。
オリックス二軍打撃コーチ時代にはイチローの「振り子打法」を考案し、河村によると振り子というのはマスコミが付けてくれたネーミングだという。イチローは「河村さんの一言が大きかったんですよ。来年に向けてここでしっかり形を作るチャンスだと。二人三脚でした。「お前のボールのとらえ方、タイミングの取り方はこうだ」と体を使って表現する河村さんの考え方は入団当初の18歳の時から完全にフィットしていて、それを体現していった結果、あの形になったです。」と述べている。田口壮には「お前は3割ぐらい打てるよ。ただ、お前が3割打ってもイチローは3割5分を打つぞ」と言い、田口は「ええっ、そうなんですか」と言い、田口はプロとして生き残るを道を考えてあそこまでの選手になった。「イチローの育ての親」とも呼ばれた。オリックスは1995年からヘッド格の野手総合コーチを河村に用意していたが、「打撃コーチとして道を極めたい」と主張を譲らず退団。イチローの打法に一切の理解を示さず打撃を改造しようとした当時の一軍コーチ陣らと対立し、一軍首脳陣との関係は良好とはいえず、シーズン中から退団は噂され、オフの移籍はあり得る話ではあったが、ただ闇雲に退団したわけではなかった。河村が退団する可能性を見越して、シーズン中から、日本ハムなど複数の球団が水面下で河村に直接来季の打撃コーチ就任を打診。再就職の見通しは立っていたが、巨人に長嶋茂雄監督の要請で招聘される。
巨人とは石山建一ファームディレクターと日本石油時代の先輩後輩の仲に加えて、山倉和博一軍バッテリーコーチの夫人が河村の夫人の姉であるなど何かと繋がりがあったが、縁故だけで巨人が河村を採用したわけではなかった。相変わらずの貧打線の打開を模索していた長嶋が「ファームから育成したい。巨人の打線を将来引っ張っていける打者を育ててくれ」と会談した石山に注文を出し、石山の頭の中に真っ先に浮かんだ人物が河村であった。就任後は長嶋一茂らをマンツーマンで指導するなど二軍の打線もにわかに活気づいたが、生え抜きコーチとの折り合いが悪く、一軍昇格後は打線が打てずに負けが込みだすと戦犯扱いされた。
コーチ業の合間を縫って、スポーツニッポン評論家（1998年 - 2000年）、シドニーオリンピック野球日本代表強化コーチ、J SPORTS STADIUM解説者（2005年 - 2009年）を務めた。その傍らでNTT西日本、パナソニック、古巣・ENEOS、HONDA、東洋大学の指導や、横浜ベイブルースコーチ、講演・講習も行った。
阪神で9年ぶりの現場復帰を果たすと共に、同球団の合宿所・虎風荘に住み込みながら、伊藤隼太ら若手野手の打撃力向上に力を注いできたが、オールスターゲーム期間中に体調面の異変が判明したことを機に、事実上休養となった。その後、静養していたものの快方には向かわず、10月5日に球団から翌年の契約を結ばないことが発表された。
現在は東京都葛飾区を拠点に、足立区・墨田区・江戸川区で「河村健一郎のスイング教室」を開いている。

## 人物
- 振り子打法を巡っての経緯からイチローは河村を非常に慕っており、河村がコーチとして巨人に移籍してからも2年ほど相談を求めてきたという[14]。
- イチローが一軍に定着して200本安打を達成したシーズン終了後に突然オリックスを退団し「僕のわがまま。それを認めてくれた球団には感謝している」とコメントした[4]。河村は2010年に『イチローの育て方』（廣済堂あかつき、2010年5月26日）という本を著しており、オリックス時代のイチローや指導論について詳しく述べている。

## 詳細情報

### 年度別打撃成績
| 年 度      | 球 団      | 試 合 | 打 席 | 打 数 | 得 点 | 安 打 | 二 塁 打 | 三 塁 打 | 本 塁 打 | 塁 打 | 打 点 | 盗 塁 | 盗 塁 死 | 犠 打 | 犠 飛 | 四 球 | 敬 遠 | 死 球 | 三 振 | 併 殺 打 | 打 率 | 出 塁 率 | 長 打 率 | O P S |
| ---------- | ---------- | ----- | ----- | ----- | ----- | ----- | -------- | -------- | -------- | ----- | ----- | ----- | -------- | ----- | ----- | ----- | ----- | ----- | ----- | -------- | ----- | -------- | -------- | ----- |
| 1972       | 阪急       | 7     | 17    | 14    | 1     | 5     | 0        | 0        | 0        | 5     | 1     | 0     | 0        | 1     | 1     | 1     | 0     | 0     | 3     | 0        | .357  | .375     | .357     | .732  |
| 1973       | 阪急       | 2     | 1     | 0     | 1     | 0     | 0        | 0        | 0        | 0     | 0     | 0     | 0        | 0     | 0     | 0     | 0     | 1     | 0     | 0        | ----  | 1.000    | ----     | ----  |
| 1974       | 阪急       | 59    | 122   | 113   | 11    | 30    | 5        | 0        | 0        | 35    | 9     | 1     | 3        | 2     | 0     | 6     | 0     | 1     | 5     | 4        | .265  | .308     | .310     | .618  |
| 1975       | 阪急       | 79    | 162   | 148   | 15    | 40    | 6        | 0        | 3        | 55    | 19    | 1     | 1        | 1     | 0     | 12    | 0     | 1     | 20    | 6        | .270  | .329     | .372     | .701  |
| 1976       | 阪急       | 81    | 195   | 177   | 14    | 48    | 7        | 0        | 6        | 73    | 23    | 1     | 1        | 3     | 3     | 12    | 0     | 0     | 26    | 6        | .271  | .313     | .412     | .725  |
| 1977       | 阪急       | 79    | 173   | 163   | 17    | 46    | 5        | 0        | 7        | 72    | 25    | 0     | 3        | 0     | 2     | 7     | 0     | 1     | 32    | 7        | .282  | .312     | .442     | .756  |
| 1978       | 阪急       | 70    | 156   | 145   | 19    | 41    | 6        | 2        | 9        | 78    | 32    | 0     | 0        | 0     | 2     | 9     | 1     | 0     | 14    | 4        | .283  | .321     | .538     | .858  |
| 1979       | 阪急       | 84    | 184   | 174   | 18    | 45    | 6        | 0        | 10       | 81    | 29    | 0     | 0        | 0     | 2     | 8     | 0     | 0     | 28    | 11       | .259  | .288     | .466     | .754  |
| 1980       | 阪急       | 102   | 334   | 296   | 28    | 77    | 12       | 0        | 12       | 125   | 42    | 0     | 3        | 0     | 3     | 34    | 1     | 1     | 61    | 7        | .260  | .335     | .422     | .758  |
| 1981       | 阪急       | 42    | 73    | 68    | 5     | 15    | 3        | 0        | 1        | 21    | 7     | 0     | 0        | 0     | 0     | 5     | 0     | 0     | 14    | 2        | .221  | .274     | .309     | .583  |
| 1982       | 阪急       | 27    | 31    | 27    | 1     | 7     | 0        | 0        | 1        | 10    | 3     | 0     | 0        | 0     | 0     | 4     | 0     | 0     | 8     | 1        | .259  | .355     | .370     | .725  |
| 通算：11年 | 通算：11年 | 632   | 1448  | 1325  | 130   | 354   | 50       | 2        | 49       | 555   | 190   | 3     | 11       | 7     | 13    | 98    | 2     | 5     | 211   | 48       | .267  | .317     | .419     | .736  |

### 年度別守備成績
| 年 度 | 捕手 | 捕手   | 捕手   | 捕手   | 捕手   |
| 年 度 | 試合 | 企図数 | 許盗塁 | 盗塁刺 | 阻止率 |
| ----- | ---- | ------ | ------ | ------ | ------ |
| 1972  | 7    |        | 5      | 1      | .167   |
| 1974  | 37   |        | 24     | 11     | .314   |
| 1975  | 59   |        | 24     | 22     | .314   |
| 1976  | 69   |        | 36     | 15     | .294   |
| 1977  | 55   |        | 37     | 17     | .315   |
| 1978  | 29   |        | 22     | 11     | .333   |
| 1979  | 14   |        | 12     | 1      | .077   |
| 1980  | 2    |        | 1      | 0      | .000   |
| 1981  | 5    |        | 2      | 0      | .000   |
| 1982  | 1    |        | 0      | 0      | .000   |
| 通算  | 278  |        | 163    | 78     | .324   |

### 記録
初記録
- 初出場・初先発出場：1972年6月15日、対西鉄ライオンズ7回戦（平和台球場）、8番・捕手として先発出場
- 初安打：1972年6月16日、対南海ホークス10回戦（大阪スタヂアム）、5回表に江本孟紀から
- 初打点：1972年9月30日、対西鉄ライオンズ23回戦（平和台球場）、8回表に三輪悟から中犠飛
- 初盗塁：1974年8月23日、対太平洋クラブライオンズ後期7回戦（阪急西宮球場）
- 初本塁打：1975年4月6日、対近鉄バファローズ前期2回戦（阪急西宮球場）、4回裏に板東里視から左越同点2ラン

その他の記録
- オールスターゲーム出場：1回 （1976年）

### 背番号
- 29 （1972年 - 1982年）
- 70 （1983年 - 1994年）
- 90 （1995年）
- 75 （1996年 - 1997年）
- 80 （2003年）
- 83 （2004年、2013年）